# Q (專輯)
《Q》，是日本樂團Mr.Children的第9張專輯。2000年9月27日發行。

## 簡介
前作原創專輯《DISCOVERY》約1年8個月之後、現場專輯《1/42》（也作為Mr.Children第8張專輯）約一年之後發行。
上電台FM802的音樂節目時表示這次專輯打算收錄20首曲目，但最後實際上只收錄了13首。
之所以取「Q」作為專輯名稱，是因為在錄音初期櫻井和壽出於嬉戲目的在譜面上寫了個小寫的「q」，樂團其他成員和工作人員看到了都很喜歡。櫻井本人也說過「『Q』這個詞沒有任何深刻的意義」。
專輯發行首週，不敵與濱崎步同日發售《Duty》的銷量，屈居Oricon公信榜第2位。是自1994年的《Atomic Heart》以來首次未能取得Oricon冠軍的錄音室專輯。總銷量為89.7萬張，也是Mr.Children成名後首次錄音室專輯的累計銷量沒有超過百萬。
雖然《Q》的銷量相對Mr.Children來說並不算理想，但它卻是歌迷普遍認為水準最高的幾張專輯之一。專輯的最大特點是多樣性和實驗性，既有《十二月的中央公園藍調》、《朋友、咖啡、謊言與胃》的輕鬆逗趣，又有《CENTER OF UNIVERSE》類似說唱的風格、《口笛》般的溫情歌曲，還有《Everything is made from a dream》嚴肅的反戰歌曲……《Surrender》、《Hallelujah》也被認為是經典的專輯收錄曲。

## 收錄曲目
1. CENTER OF UNIVERSE
2. 向那另一頭去吧（その向こうへ行こう）
3. NOT FOUND
4. Slow Starter（スロースターター）
5. Surrender
6. 故作堅強（つよがり）
7. 十二月的中央公園藍調（十二月のセントラルパークブルース）
8. 朋友、咖啡、謊言與胃（友とコーヒーと嘘と胃袋）
9. Road Movie（ロードムービー）
10. Everything is made from a dream
11. 口笛
12. Hallelujah
13. 能夠安穩的地方（安らげる場所）

## Bonus Tracks
1. 1999年、夏、沖繩
2. I'll BE

## 外部連結
- 唱片介紹（页面存档备份，存于） Mr.Children官方網站